# Гильбо, Анри
Анри́ Гильбо́ (фр. Henri Guilbeaux, 5 ноября 1884—15 июня 1938) — французский левый поэт, глава школы динамизма, публицист, журналист и политический деятель. Является основателем Французской Коммунистической Партии наряду с М. Кашеном и П. Вайян-Кутюрье.

## Биография
До Первой мировой войны Гильбо вёл литературную деятельность и просветительскую работу, создав сеть школ для подготовки функционеров левого движения. Следуя идее Энгельса об Интернационале как ордене строителей коммунизма, Гильбо разработал систему обучения, в которой сочеталось современное социологическое образование и орденские технологии личностного роста. Одним из его проектов была школа в Лонжюмо для русских революционеров.
Анри Гильбо был главным редактором «Demain».

«В течение года или двух в мире не было более интересного и независимого журнала, чем „Demain“, — отмечал впоследствии Ст. Цвейг. — Гильбо представлял в Швейцарии те французские передовые группы, которым жесткая рука Клемансо заткнула рот <…>. Ни один француз, даже капитан Садуль, сблизившийся с русскими большевиками, не вызывал такого страха и ненависти в политических и военных кругах Парижа, как этот маленький блондин»— Stefan Zweig. Le Monde d'hier. Souvenirs d'un Européen. Paris, 1948, p. 317—318
Творческий путь Гильбо можно разделить на два периода: довоенный и послевоенный. Довоенная лиро-эпика Гильбо как тематически, так и формально, лишена конкретного общественно-классового содержания и построена на отвлеченном урбанизме. Основную задачу современной поэзии Гильбо видит в отображении «мощного движения пролетарских масс, больших мировых городов, международных торговых сношений, индустрий банкового капитала». Его книжка стихов — «Берлин. Запись одинокого» — является фиксацией впечатлений большого города. Довоенные стихи Гильбо написаны или свободным размером, или ритмической прозой Уитмена («Гимны и псалмы»). После поездки в Россию, куда он прибыл после ареста в 1918 году, Гильбо черпает содержание своего творчества исключительно в русской действительности; таковы сборники поэм: «Красный Кремль», «Легенда о трёх волхвах» и другие.
Анри Гильбо был признанным главой поэтического направления динамизма. Динамизм, как и родственные ему итальянский футуризм и немецкий активизм, был ответом на развитие индустрии и урбанизацию. Динамизм в своей теории (статьи Госсе и Гильбо) и на практике боролся против сентиментализма, против пассеизма («статичности»), против самодовлеющего романтизма в литературе, и в первую очередь в лирике, за динамическую поэзию, отражающую темп и ритм («динамическую сущность») индустриальных городов. Вместо поэтической изысканности была введена в поэзию простота выражений, повседневный язык, и, в частности, техническая терминология. Динамисты пользовались свободным стихом и ритмической прозой как средством, дающим больше возможности выражать «могучий», «мощный» ритм индустриальной и урбанистической жизни. В тематическом отношении первое место у динамистов занимают машины, городские улицы, движение вообще и создающий и регулирующий это движение человек. Через обобщённый образ этого действующего человека динамизм в поэзии Гильбо пришёл к изображению пролетариата. В первое время пролетариат в динамической поэзии играл роль не класса, а выступал в качестве только городской массы, представляющей для динамистов наиболее яркий поэтический образ человеческой динамики. В этот период немаловажную роль сыграло влияние поэзии Э. Верхарна. Впоследствии, когда Гильбо стал открытым сторонником коммунистического движения и свою поэзию посвятил пропаганде идей коммунизма и пролетарской революции, динамизм как особая школа практически перестал существовать.
Тесная дружба связывала Гильбо с Лениным. Анри Гильбо — автор книги о Ленине. Ленин написал предисловия к ряду книг Гильбо, и до своей болезни собирался написать о Гильбо книгу.
Гильбо примыкал к левым социалистам и с началом Первой мировой войны, поддержал интернационалистское антивоенное движение циммервальдистов. В 1916 году участвовал в Кинтальской конференции. Он организовал в Швейцарии журнал, который стал главным рупором левосоциалистического антивоенного движения. Во Франции Гильбо был заочно приговорён к смертной казни. Приговор был отменён лишь в 1920-е годы.

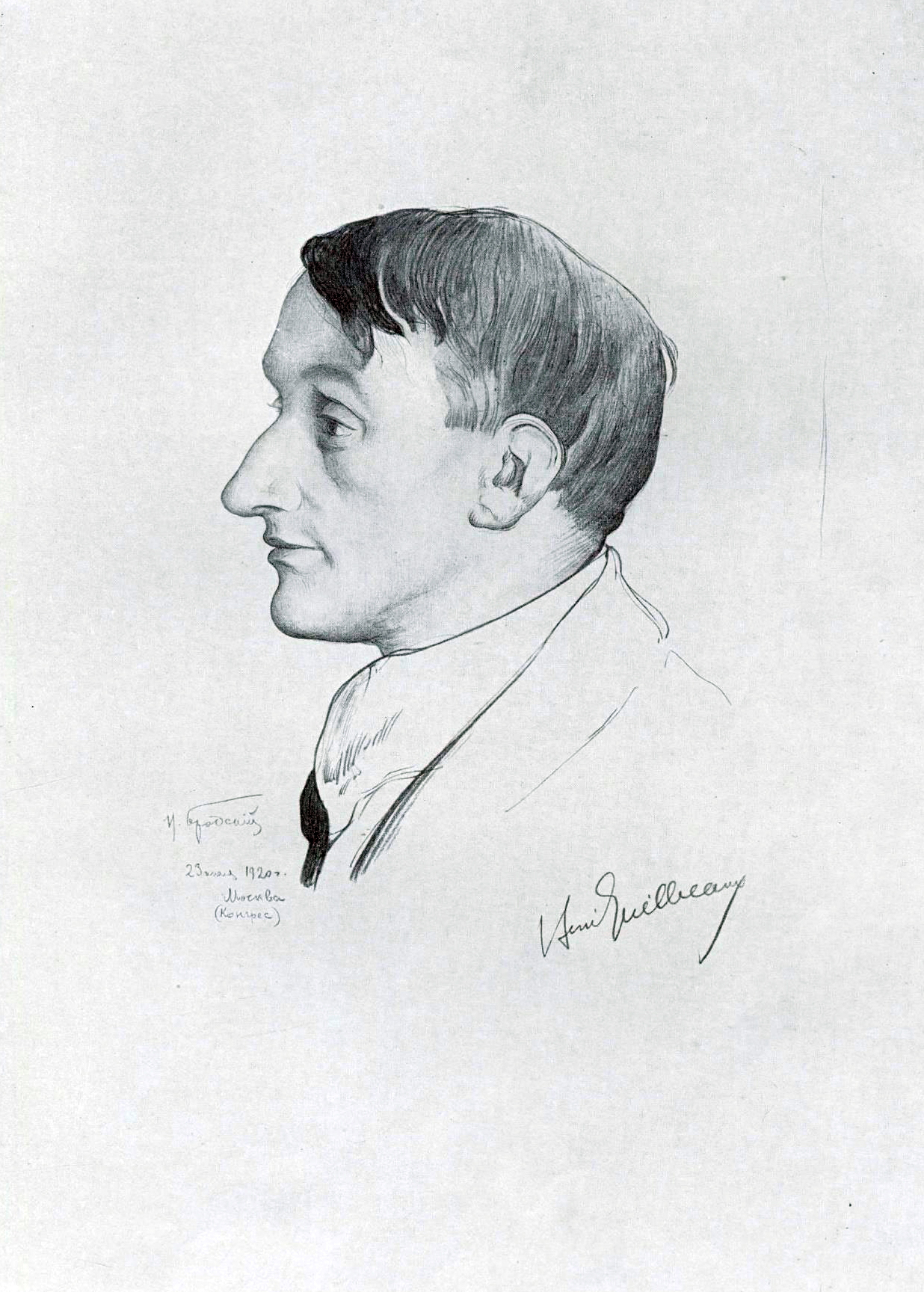
А. Гильбо на Втором конгрессе Коминтерна (1920). Портрет работы И. Бродского

В 1918 году Гильбо переехал в РСФСР и участвовал в I, II и V конгрессах Коминтерна. Был членом Исполкома Коминтерна.
Кроме того, Гильбо активно участвовал в становлении нового послереволюционного литературного процесса в России, покровительствовал Есенину, с которым познакомился в 1919 году во время своего установочного выступления на общем собрании секций Союза работников науки, искусства и литературы. 
Когда в апреле 1919 года Анри Гильбо выпустил книгу «Французское социалистическое и синдикалистское движение во время войны», В. И. Ленин написал к ней предисловие. Отметив своевременность книги, В. И. Ленин подчеркнул, что она вскрывала «глубоко лежащие корни III Коммунистического Интернационала, его подготовку, своеобразную внутри каждой нации в зависимости от её исторических особенностей». В. И. Ленин выразил уверенность, что брошюра будет широко распространена среди всех сознательных рабочих и за ней последуют другие подобные же издания, посвященные истории социализма и рабочего движения.
Гильбо активно публиковался в газетах «Правда» и «Известия», а также в журнале «Коммунистический Интернационал», содействовавшем сплачиванию коммунистических сил всех стран. Во внутрипартийной дискуссии становится на сторону Л. Д. Троцкого.

Имя Гильбо было последним словом, произнесённым В. И. Лениным перед смертью. Из записок санитара, ухаживавшего за В. И. Лениным: 
«Строился мавзолей, а Ильич лежал в Колонном зале Дома Союзов, и у гроба его проходили люди — тысячи людей, военных и штатских; тишина, только глухой шорох шагов — голосов не слышно: временами сдержанные рыдания. Серьёзные нахмуренные лица. Н. К., М. И. у гроба… Ближайшие товарищи у гроба. Почетный караул у гроба. Товарищи! Одно из трех слов, отысканных и произнесенных Ильичом — Ильичом, у которого была моторно-кортикальная афазия, Ильичом, у которого были лишь речевые остатки и… я слышал от него эти слова: всего два раза: днем на балконе, выходящем на юго-запад у окна его комнаты, и второй раз в постели, когда Ильич, готовясь раздеваться, произнес два слова. В первый раз — „товарищ, товарищи, товарищи“ и второй раз — „…Гиль… гиль… гильбо… а… Гильбо-Гильбо, Henri Guilboux“.» 
Полиглот и поэт, Анри Гильбо был одним из вождей эсперантистского движения, членом исполкома КИФ Идо (реформированного Эсперанто). 8 августа 1922 года, обращаясь ко 2-му конгрессу КИФ писал: 
«Товарищи идисты. Более, чем когда-либо, я убежден в необходимости вашей работы. Я эсперантист потому, что ценю проделанную этим движением работу. Но я идист, потому что Идо наиболее близко к окончательному разрешению проблемы международного языка».
В 1920-е и 30-е годы Гильбо работает корреспондентом «Юманите» в Германии. Загадкой считается то, что он один из немногих французских корреспондентов, получивших аккредитацию в Германии при нацистском режиме. Анри не лишился её даже несмотря на весьма нелицеприятные статьи об этом режиме и лично о Гитлере. Историки предполагают, что Гильбо выполнял специфическую и тайную дипломатическую миссию, что делало его неприкасаемым даже для нацистов. «Став ярым антисемитом и опубликовав две книги, в которых доказывал, что единственным верным продолжателем дела Ленина является Муссолини...».
Несмотря на политические расхождения со Сталиным, Гильбо всё же остаётся для Сталина одним из главных авторитетов Коминтерна. При этом Гильбо, как троцкист, был запрещен к изданию в СССР.
Илья Эренбург сатирически изобразил А. Гильбо в качестве главного героя своего романа «Необычайные похождения Хулио Хуренито».